# Делулу
Делулу (i[dəˈluːluː]) - це сленговий інтернет термін, який використовується для опису віри в те, що людина може вплинути на власну долю простою силою волі. Цей термін походить від англомовного слова «delusional» у спільнотах К-поп культури, де термін "делулу" використовується для позначення людей, які перебували в парасоціальних стосунках зі знаменитостями та мали надію колись їх зустріти. Згодом цей термін був прийнятий поколінням Z  та поколінням Альфа популяризованим вірусними трендами ТікТок. 

## Походження
Похідне від англійського слова «delusional», термін «делулу» походить від інтернет-спільнот, одержимих культурою, яка діяла приблизно у 2013 та 2014 роках. Цей рух діяв приблизно у 2013 та 2014 роках. Ці форуми були відомі своєю токсичністю, а термін "делулу" часто використовувався в принизливій манері. Термін стосувався осіб, які плекали нереалістичні надії зустріти знаменитість, фанатом якої вони були, що вказувало на парасоціальні стосунки та характеризується маревними переконаннями. Цей термін також часто використовувався користувачами в контексті жартів про те, що вони самі себе обманюють.  

## Сучасне використання
З кінця 2022 року цей термін відродився серед молоді, через різні вірусні тенденції на таких платформах як ТікТок та Інстаграм. Станом на грудень 2023 року ТікТок зафіксував понад п'ять мільярдів вживань хештегу "делулу". Кілька творців прийняли термін «делулу», зокрема включивши його як частину своїх коротких відео. Незважаючи, на принизливе походження, цей термін набув нового значення. У його сучасній формі термін використовується для позначення віри в те, що людина може вплинути на власну долю за допомогою чистої сили волі.